# سیلوانا یاکینو
سیلوانا یاکینو (ایتالیایی: Silvana Jachino؛ ۲ فوریهٔ ۱۹۱۶ – ۲۸ اوت ۲۰۰۴) بازیگر اهل ایتالیا بود.
از فیلم‌ها یا برنامه‌های تلویزیونی که وی در آن نقش داشته‌است، می‌توان به جولیتای ارواح، فابیولا، به من نگو!، شاهزاده سیندرلا، فرشته سپید و سواره‌نظام اشاره کرد.